# Finale di Heineken Cup 2005-2006
La finale di Heineken Cup 2005-06 fu la gara di assegnazione del titolo di campione dell'11ª edizione della massima competizione europea per club di rugby a 15.
Si tenne il 20 maggio 2006 al Millennium Stadium di Cardiff tra Biarritz e Munster e vide la vittoria per 23-19 della compagine irlandese, che per la prima volta si laureò campione d'Europa.

## Il percorso dei club finalisti

### Biarritz
Il club del paese basco francese iniziò il suo cammino nella competizione con una sconfitta a Londra 10-22 contro il Saracens; da quel momento in poi, tuttavia, inanellò cinque successi consecutivi che gli valsero il primo posto nel girone.
Nell'ordine furono regolati l'irlandese Ulster (33-19 in casa e 24-8 a Belfast) e l'italiana Benetton (34-7 in Francia e 38-24 a Monigo), prima che nell'ultima e decisiva partita il Saracens subisse la rivincita di Biarritz, vittorioso 43-13.
Avaro il risultato del quarto di finale contro l'inglese Bath, vinto 11-6 con una sola meta marcata e con il grosso del punteggio maturato nella prima mezz'ora di gioco, e vittoria senza mete, ancorché netta, in semifinale su Bath per 18-9, con cinque piazzati più un drop contro tre piazzati.

### Munster
Benché anch'esso iniziato con una sconfitta (per 13-27 in casa del Sale Sharks), il percorso nella fase a gironi di Munster si concluse con un primo posto grazie alle quattro vittorie contro Castres (per 42-16 a Cork e 46-9 in Francia) e i Dragons (battuti 24-8 a Newport e 30-18 in casa) nonché alla rivincita interna contro il club inglese, battuto 31-9 nell'ultima gara della prima fase.
Nei quarti di finale Munster venne a capo per 19-10 di un difficile incontro con i francesi di Perpignano che all'intervallo vincevano 10-7, mentre in semifinale si liberò agevolmente di Leinster in un derby irlandese disputato a Dublino.

## La finale
La gara finale della competizione, di scena al Millennium Stadium di Cardiff, fu affidata all'inglese Chris White.
A un vantaggio iniziale di Biarritz marcato da Sireli Bobo e trasformato da Yachvili, fece riscontro la rimonta irlandese con Halsted e Stringer completata da 10 punti al piede di O’Gara per un primo tempo chiuso sul 20-10.
Nella ripresa non si videro più mete, e nonostante i nove punti al piede di Yachvili, Munster rintuzzò l'attacco tenendo le distanze con un piazzato di O'Gara che fissò il risultato sul 23-19.
Per Munster si trattò della prima coppa in assoluto alla sua terza finale; fu anche la seconda squadra irlandese dopo Ulster a laurearsi campione d'Europa nonché, infine, l'ottavo club a iscrivere il proprio nome nel palmarès della competizione.

## Tabellino dell'incontro
| Arbitro: | Chris White |

| |              | |
| Halstead 16’ Stringer 31’ | mt           | 2’ Bobo |
| O’Gara 16’, 31’ | tr           | 2’ D. Yachvili |
| O’Gara 8’, 42’, 73’ | c.p.         | 22’, 48’, 51’, 70’ D. Yachvili |
| · Payne · A. Horgan · J. Kelly · Halstead · Dowling · O’Gara · Stringer · 63’ Horan · J. Flannery · Hayes · D. O’Callaghan · 76’ P. O’Connell · Leamy · D. Wallace · 71’ A. Foley (c) | Formazioni   | · Brusque · Gobelet · Bidabé · Traille 53’ · Bobo · Peyrelongue · D. Yachvili · Bălan 74’ · August 67’ · Johnston 63’ 74’ · Thion · Couzinet 45’ · Betsen · Harinordoquy · T. Lièvremont (c) 52’ |
| · 63’ Pucciarello · 71’ M. O’Driscoll · 76’ Quinlan | Sostituzioni | · Olibeau 45’ · Dusautoir 52’ · Aramburú 53’ · Lecouls 63’ · Noirot 67’ |
| Declan Kidney | Allenatori   | Patrice Lagisquet |